# 윤덕영
윤덕영(尹德榮, 1873년 12월 27일 ~ 1940년 10월 18일)은 대한제국의 관료이다. 경술국적 8인 중 한명으로 일제강점기에 조선귀족 자작위를 수여받았다. 본관은 해평. 부친은 증영돈녕부사 윤철구, 조부는 의정부의정대신 윤용선이다. 순종의 계후 순정효황후의 백부이다. 즉 순정효황후의 아버지인 해풍부원군 윤택영의 형이다. 선조의 부마 윤신지의 10대손이다. 호는 벽수(碧樹)이다.

## 생애
1894년 과거에 급제한 뒤 여러 벼슬을 지냈다. 1895년 조사 시찰단의 일원으로 선발되어 일본을 시찰하고 귀국하였다. 총리대신 비서관 겸 참서관, 시독관, 내부 지방국장, 법무국장 등에 임명되었다.
1901년 경기도관찰사로 궁내부특진관을 겸임하였다. 그 후 경기도, 황해도 관찰사와 대한제국 광무 4년에 설치된 관청인 철도원 부총재 등을 지냈다. 조카 순정효황후가 황후에 책봉된 다음해인 대한제국 융희 2년 서기 1908년 시종원경에 임명되었다. 1909년 이토 히로부미가 안중근의 저격에 사망하자 이완용 등과 함께 장충단에서 이토 추도회를 열었다. 대한제국 융희 4년인 서기 1910년 한일 병합 조약 체결 때에는 윤택영, 민병석과 함께 대궐 안의 반대를 무마하면서 고종과 순종을 협박하고 국새를 빼앗는 따위의 방법으로 늑약 체결에 가담하여 일본제국으로부터 훈1등 자작(子爵) 작위를 받았다. 그가 한일 합방을 강제로 체결하려 하자 그의 조카 딸인 순정효황후는 자신의 치마 속에 옥새를 숨겨두었으나 그는 조카딸을 협박하여 옥새를 탈취하였다.
훈1등 자작으로 합방 은사금 5만 엔을 받았으며, 이왕직찬시(李王職贊侍)가 되었고 곧 장시사장(掌侍司長)이 되었다.
1917년 순종의 일본 다이쇼 천황 방문 추진에 관여하였다. 2년 후 영친왕의 결혼식을 나흘 앞두고 고종이 갑자기 사망하였는데, 소문으로 떠돌던 고종 독살설에서 윤덕영은 고종을 독살한 인물로 의심 받고 있다.
1919년 고종의 사망 당시 조선총독부의 임명장인 첩지를 위조하여 물의를 빚었다. 고종의 부묘의식 때는 수고한 민간에게 참봉 등 상작을 주던 옛 법을 이용하여 차비원(差備員) 명목으로 총독부의 인가를 받은 여사군(轝士軍) 첩지를 대량으로 위조해 팔아서 문제가 되었다.
1925년에는 조선총독부 중추원 고문, 1940년 사망 직전에는 중추원 부의장에 임명되었다. 1935년 총독부가 편찬한 《조선공로자명감》에 조선인 공로자 353명 중 한 명으로 수록되어 있다. 1939년 창씨 개명을 놓고 해평 윤씨 문중 종친회가 열렸을 때 강력하게 창씨 개명을 반대했다. 그러나 윤치호에 의하면 그의 자존심 때문에 반대하는 것이라 한다.

## 일화

### 순종의 천황 알현
1910년 한일 병합 조약 이후 초대 조선 총독인 데라우치 마사타케는 대한제국의 황제가 천황을 알현하도록 하고자 하였으나 민심이나 황실 분위기 때문에 실현시키지 못하였다. 데라우치는 자신의 후임으로 제2대 조선 총독이 된 하세가와 요시미치에게 천황 알현의 중대 사안은 모두 하세가와에게 맡긴다는 말을 남겼고, 하세가와는 대한제국 황제의 천황 알현을 직접 지휘하여, 처음에는 이완용을 시켜서 성사시키려 하였지만 실패하였다.
이후 하세가와는 윤덕영을 통하여 이를 추진하였다. 윤덕영은 덕수궁에 머물던 고종을 일주일간 대면을 통하여 압박하였는데, 고종이 피곤하여 누우면 윤덕영은 별실로 가서 휴식을 취하고 있는 고종이 일어나기를 기다렸다가 결정을 독촉하였다. 하지만 고종은 끝내 동의하지 않았다. 이에 윤덕영은 이왕직 차관 고쿠부 쇼타로와 공모하여 당시 이왕직 장관인 민병석의 동의와 하세가와 총독의 뜻에 따라 덕수궁 내의 십보기구를 정리한다는 것을 핑계로 삼아 덕수궁 내의 크고 작은 창고부터 고종의 신변의 문고서함까지 엄밀히 검사하여 개개마다 봉인을 붙였고, 또 이 물건들을 보관하던 상궁을 파면하여 궁 밖으로 쫓아내었다. 이 사건으로 고종은 크게 분노하였으나, 윤덕영은 상시사장의 직권이라고 말하였다.
또 윤덕영은 당시 30여 년이 지난 일도 들추어내었다. 그것은, 30여 년 전 명성황후 사후 왕후를 다시 맞기 위하여 김씨 가문의 규수가 간택 확정되었지만 왕실 사정에 의하여 30여 년간 규방에 머물고 있던 일이었다. 윤덕영은 이 일을 고종에게 꺼내며 고종을 압박하였는데, 매일 오후 2~3시부터 오전 2시 무렵까지 고종 앞에 똑바로 서서 움직이지 않은채 고종이 결정하도록 하였다. 그리고 윤덕영은 당시 47세가 된 김씨 규수를 덕수궁에 입궁시켰으나 고종은 정화당이라는 당호만을 내리고 가까이 하지 않았다. 이 사건 이후 고종은 결국 천황 알현을 허락하였는데, 자신 대신 창덕궁에 머물던 순종에게 알현하도록 하였다.
이왕궁 비사의 저자 곤도 시로스케(権藤四介)는 이런 윤덕영의 모습을 "옛 신하로서 도저히 할 수 없는 무리한 시도까지 하면서 한일 병합 이후 중대한 안건을 해결하였다", "그 집요함, 대담함, 거칠 것 없음 그리고 옛 신하로서의 정이나 예의라고는 안중에도 없는 태도는 상궁들을 두려움에 떨게 하였다", "그 수단의 신랄함, 냉혹함, 거기에 끈질김은 참으로 일품이라 하지 않을 수 없다" 라고 하였다.

### 홍릉 합장 주장
대한제국 1대 황제 고종은 생전 고영희에게 명하여 명나라의 황릉을 본따서 경기도 금곡에 왕릉을 조성하였는데, 윤덕영은 고종이 승하하였을 때 비용이 너무 많이 든다는 이유로 서울특별시 동대문구 청량리에 위치하여 있는 명성황후의 홍릉에 합장해야 한다고 주장하였다. 곤도 시로스케는 자신의 저서에서 이 주장의 이유는 당시 한일병합 이후 능(陵)이라는 존칭을 사용할 수 없어서 나온 주장이라고 하였다.

### 대저택 건설
윤덕영은 지금의 서울특별시 종로구 옥인동 47번지 일대를 1910년부터 계속 매입하여 넓은 땅을 가지게 되었고, 10년 넘는 기간 동안 ‘벽수산장(碧樹山莊)’이라는 대저택을 건설하여 1935년 완공시켰다. 그러나 5년 뒤인 1940년에 죽었기 때문에 실질적으로 그가 사용한 기간은 길지 않았다.

## 사후
2002년 발표된 친일파 708인 명단에 포함되었고, 2008년 민족문제연구소에서 친일인명사전에 수록하기 위해 정리한 친일인명사전 수록예정자 명단에는 부인 김복수, 자신의 작위를 습작 받은 양손자 윤강로와 함께 선정되었다. 2009년 대한민국 친일반민족행위진상규명위원회|친일반민족행위진상규명위원회가 발표한 친일반민족행위 705인 명단에도 포함되었다.
2007년 대한민국 친일반민족행위자재산조사위원회는 윤덕영 소유의 토지에 대한 국가 귀속 결정을 내렸다.

## 가족 관계
- 증조부 : 윤치희(尹致羲)
  - 할아버지: 윤용선(尹容善)
    - 아버지: 윤철구(尹徹求)
      - 동생: 윤택영(尹澤榮, 1876년 ~ 1935년)
      - 부인: 김복수(金福綏  애국금차회 회장)

## 참고 자료
- 반민족문제연구소 (1993년 2월 1일). 〈윤덕영 : 한일‘합방’에 앞장 선 황실 외척세력의 주역 (오연숙)〉. 《친일파 99인 1》. 서울: 돌베개. ISBN 9788971990117.